# معركة كوبريس (1994)
معركة كوبريس كانت معركة ضمن حرب البوسنة والهرسك التي دارت بين جيش جمهورية البوسنة والهرسك ومجلس الدفاع الكرواتي من جهة وجيش جمهورية صرب البوسنة على الجانب الآخر من 20 أكتوبر إلى 3 نوفمبر 1994. وهو يمثل أول دليل ملموس على التحالف البوسني الكرواتي المنصوص عليه في اتفاقية واشنطن في مارس 1994 بوساطة الولايات المتحدة لإنهاء الحرب الكرواتية البوسنية بين جيش جمهورية البوسنة والهرسك ومجلس الدفاع الكرواتي في البوسنة والهرسك. لم يتم التنسيق بين جيش جمهورية البوسنة والهرسك ومجلس الدفاع الكرواتي في البداية بل أطلقوا عمليات منفصلة تهدف إلى الاستيلاء على كوبريس.
بدأ هجوم جيش جمهورية البوسنة والهرسك الذي يحمل الاسم الرمزي الخريف-94 في 20 أكتوبر بهدف أساسي هو التقدم من بوغوينو نحو دوني فاكوف الذي يسيطر عليه جيش جمهورية صرب البوسنة مدعوما بهجوم ثانوي على كوبريس بهدف تعطيل دفاعات جيش جمهورية صرب البوسنة وتهديده طريق إمداد إلى دوني فاكوف. سرعان ما توقفت القوة المهاجمة الأولية وتحويل تركيز العملية إلى كوبريس حيث تم نشر تعزيزات كبيرة لضمان تقدم تدريجي لجيش جمهورية البوسنة والهرسك. في 29 أكتوبر قرر مجلس الدفاع الكرواتي الهجوم حيث اعتبر أن جيش جمهورية البوسنة والهرسك قد هدد بشكل مباشر هضبة كوبريس الإستراتيجية. أطلق مجلس الدفاع الكرواتي هجومه الذي أطلق عليه اسم عملية سينكار في 1 نوفمبر. بعد فترة هدوء قصيرة مع تقدم جيش جمهورية البوسنة والهرسك الذي يُعتقد أنه ناتج عن مجموعة متنوعة من الأسباب وطلب مباشر من رئيس البوسنة والهرسك علي عزت بيغوفيتش إلى جيش جمهورية البوسنة والهرسك للتعاون مع مجلس الدفاع الكرواتي اجتمع قادة القوتين للتنسيق عملياتهم لأول مرة منذ اتفاق واشنطن. تم القبض على كوبريس نفسها من قبل مجلس الدفاع الكرواتي في 3 نوفمبر 1994.
إلى جانب الأهمية السياسية للمعركة من أجل التطورات المستقبلية للحرب في البوسنة والهرسك كانت المعركة ذات أهمية عسكرية لتخطيط وتنفيذ عملية شتاء 94 من قبل الجيش الكرواتي ومجلس الدفاع الكرواتي بهدف تخفيف حصار بيهاتش في أواخر نوفمبر وديسمبر 1994. المكاسب الإقليمية التي حققها مجلس الدفاع الكرواتي وجيش جمهورية البوسنة والهرسك في معركة كوبريس حمت الجناح الأيمن لعملية شتاء 94.

## الخلفية
تركزت ثورة عام 1990 التي شنها صرب كرواتيا على المناطق ذات الأغلبية الصربية في المناطق النائية الدلماسية حول مدينة كنين وأجزاء من مناطق ليكا وكوردون وبانوفينا وفي المستوطنات الكرواتية الشرقية التي تضم عددا كبيرا من السكان الصرب. سميت هذه المناطق فيما بعد بجمهورية كرايينا الصربية. أعلنت جمهورية صرب البوسنة نيتها الاندماج السياسي مع صربيا واعتبرتها حكومة كرواتيا تمردا. بحلول مارس 1991 تصاعد الصراع إلى حرب الاستقلال الكرواتية. في يونيو 1991 أعلنت كرواتيا استقلالها مع تفكك يوغوسلافيا وأعقب ذلك تعليق لمدة ثلاثة أشهر على القرار وهكذا دخل القرار حيز التنفيذ في 8 أكتوبر. بدأت بعد ذلك حملة تطهير عرقي من قبل جمهورية صرب البوسنة ضد المدنيين الكرواتيين وطُرد معظم غير الصرب بحلول أوائل عام 1993. وبحلول نوفمبر 1993 بقي أقل من 400 و 1500-2000 من العرق الكرواتي في المناطق المحمية للأمم المتحدة القطاع الجنوبي والقطاع الشمالي على التوالي.
نظرا لأن جيش يوغوسلافيا الشعبي يدعم بشكل متزايد جمهورية كرايينا الصربية والشرطة الكرواتية غير قادرة على التعامل مع الوضع فتم تشكيل الحرس الوطني الكرواتي في مايو 1991. تم تغيير اسم الحرس الوطني الكرواتي إلى الجيش الكرواتي في نوفمبر. تعرقل إنشاء الجيش الكرواتي بسبب حظر توريد الأسلحة الذي فرضته الأمم المتحدة في سبتمبر. شهدت الأشهر الأخيرة من عام 1991 أعنف قتال في الحرب وبلغت ذروتها في معركة الثكنات حصار دوبروفنيك ومعركة فوكوفار.
في يناير 1992 تم التوقيع على اتفاقية سراييفو من قبل ممثلي كرواتيا وجيش يوغوسلافيا الشعبي والأمم المتحدة وتوقف القتال بين الجانبين مؤقتا. لإنهاء سلسلة وقف إطلاق النار الفاشل تم نشر قوة الحماية التابعة للأمم المتحدة في كرواتيا للإشراف على الاتفاقية والمحافظة عليها. انتقل الصراع إلى حد كبير إلى مواقف راسخة وسرعان ما انسحب جيش يوغوسلافيا الشعبي من كرواتيا إلى البوسنة والهرسك حيث كان من المتوقع حدوث صراع جديد لكن صربيا استمرت في دعم جمهورية صرب البوسنة. أعاد تقدم الجيش الكرواتي إلى مناطق صغيرة إلى السيطرة الكرواتية حيث تم رفع الحصار عن دوبروفنيك وفي عملية ماسلينيكا. تعرضت البلدات والقرى الكرواتية لهجمات متقطعة بالمدفعية أو بالصواريخ.
مع انسحاب جيش يوغوسلافيا الشعبي من كرواتيا استعد أفراده لتشكيل جيش جديد من صرب البوسنة والهرسك كما أعلن صرب البوسنة جمهورية البوسنة والهرسك الصربية في 9 يناير 1992 قبل استفتاء 29 فبراير - 1 مارس 1992 على استقلال البوسنة والهرسك والتي سيتم الاستشهاد بها لاحقا كذريعة لحرب البوسنة والهرسك. أقام صرب البوسنة والهرسك حواجز في العاصمة سراييفو وأماكن أخرى في 1 مارس وفي اليوم التالي تم تسجيل أول قتلى في الحرب في سراييفو ودوبوي. في الأيام الأخيرة من شهر مارس بدأ جيش صرب البوسنة هجمات مدفعية على بوسانسكي برود وعبر اللواء 108 من الجيش الكرواتي الحدود المتاخمة للبلدة ردا. في 4 أبريل بدأت المدفعية الصربية قصف سراييفو. على الرغم من أن الحرب حرضت في الأصل صرب البوسنة ضد غير الصرب في البلاد إلا أنها تطورت إلى صراع ثلاثي الجوانب بحلول نهاية العام حيث بدأت الحرب الكرواتية البوسنية. بحلول ذلك الوقت كان جيش صرب البوسنة الذي أعيدت تسميته بجيش جمهورية صرب البوسنة بعد إعلان دولة جمهورية صرب البوسنة في الأراضي التي يسيطر عليها صرب البوسنة يسيطر على حوالي 70٪ من البوسنة والهرسك. ولن تتغير هذه النسبة بشكل كبير خلال العامين المقبلين. شاركت جمهورية صرب البوسنة في حرب الاستقلال الكرواتية بقدرة محدودة من خلال المساعدات العسكرية وغيرها من المساعدات إلى جمهورية صرب البوسنة والغارات الجوية العرضية التي انطلقت من بانيا لوكا والأهم من ذلك من خلال الهجمات بالمدفعية ضد المراكز الحضرية.

## المقدمة

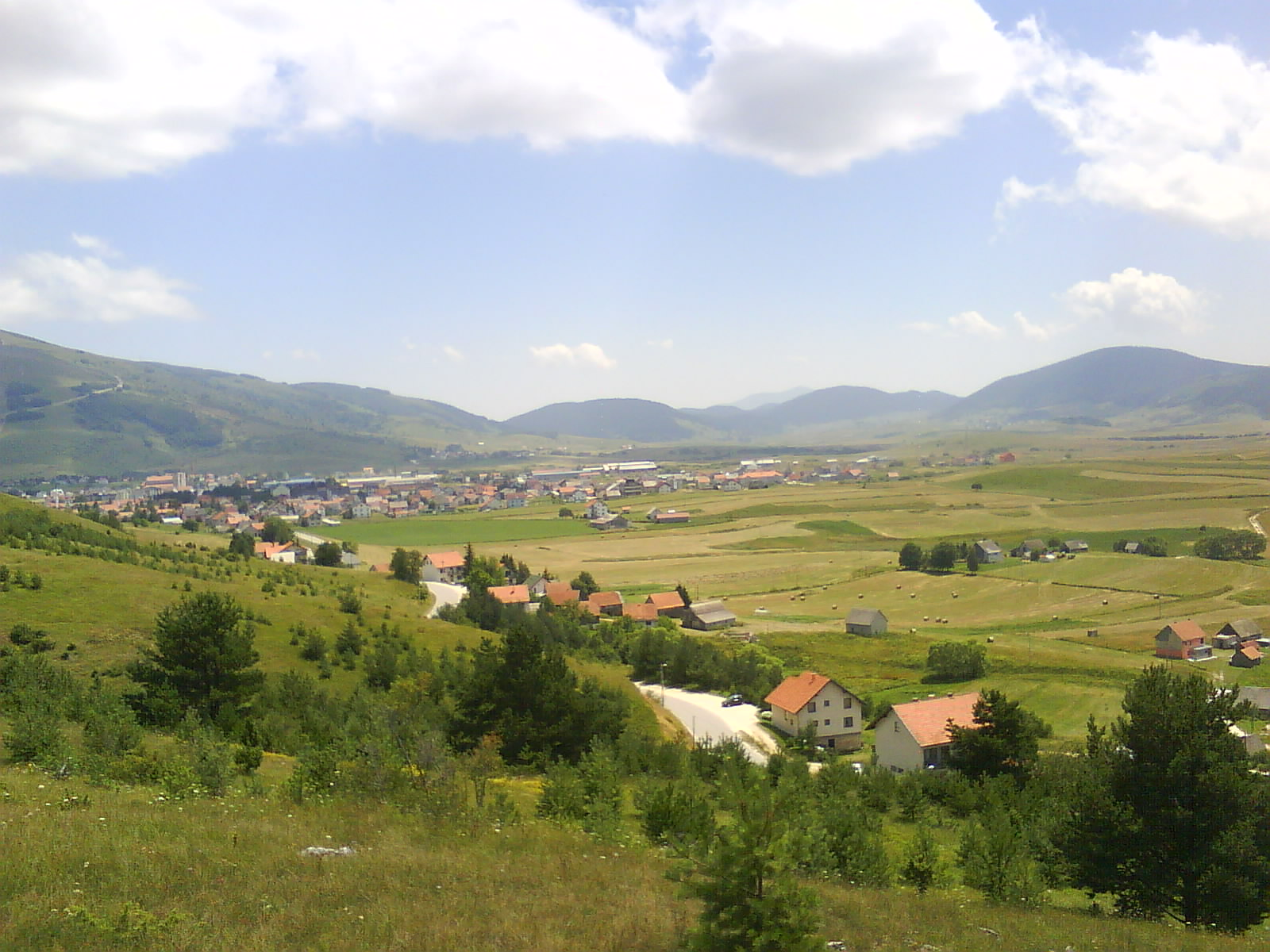
كوبريس هدف عملية سينكار والخريف 94.

بعد إستراتيجية عسكرية جديدة للولايات المتحدة أقرها بيل كلينتون منذ فبراير 1993 تم التوقيع على اتفاقية واشنطن من قبل كرواتيا والبوسنة والهرسك في مارس 1994. أنهت الاتفاقية الحرب الكرواتية البوسنية وأنشأت اتحاد البوسنة والهرسك. سمحت التسوية السياسية لجيش جمهورية البوسنة والهرسك ومجلس الدفاع الكرواتي بنشر قوات إضافية ضد جيش جمهورية صرب البوسنة في سلسلة من الهجمات الصغيرة التي تهدف إلى إنهاك جيش صرب البوسنة لكن الهجمات لم تدع أي مكاسب إقليمية قبل أكتوبر. تبنى جيش جمهورية البوسنة والهرسك إستراتيجية حرب الاستنزاف بالاعتماد على تفوقه العددي مقارنة بجيش جمهورية صرب البوسنة الذي عانى من نقص في القوى العاملة. هدفت هذه الإستراتيجية إلى تحقيق تقدم محدود دون دعم الأسلحة الثقيلة ووسائل النقل التي لم تكن متاحة لجيش جمهورية البوسنة والهرسك في ذلك الوقت.
في مارس-نوفمبر 1994 شن جيش البوسنة والهرسك سلسلة من الهجمات بأهداف محدودة نسبيا حيث هاجم جيش جمهورية صرب البوسنة في جبل فلاشيتش وقمة ستوليس في جبل مايفيتسا ودوني فاكوف وكذلك في المنطقة الواقعة بين تيشان وتسليتش بالقرب من برتشكو وكلاداني وسراييفو على جبل بيلاسنيكا وجبل تريسكافيتسا وغراتسانيتسا وفاريس وكونييتش ودوبوي. تم بذل المزيد من الجهود مع مجلس الدفاع الكرواتي ضد جيش جمهورية صرب البوسنة بالقرب من نيفيسيني في سبتمبر-نوفمبر لكن معظم الهجمات لم تحقق مكاسب تذكر أو لم تحقق أي مكاسب. في الوقت نفسه تم صد هجمات جيش جمهورية صرب البوسنة شمال سراييفو بنجاح. كانت هيئة الأركان العامة لجيش جمهورية البوسنة والهرسك تأمل ألا يتمكن جيش جمهورية صرب البوسنة من حشد احتياطيات كافية لصد الهجمات المتزامنة والمحدودة نسبيا. تم تغيير ملكية القليل من الأراضي نتيجة للهجوم على جيش البوسنة والهرسك بحلول نهاية أكتوبر لكن نقص القوات في جيش جمهورية صرب البوسنة ازداد سوءا.
كانت كوبريس موضع اهتمام جيش جمهورية البوسنة والهرسك ومجلس الدفاع الكرواتي وإن كان ذلك لأسباب مختلفة. أراد مجلس الدفاع الكرواتي عكس خسارة المدينة في أبريل 1992 والتي كانت موطنا لجالية كرواتية كبيرة قبل الحرب والسيطرة على طريق توميسلافغراد - بوغوينو - شيبوفو. تم التخطيط لتقدم جيش جمهورية البوسنة والهرسك نحو كوبريس كمحور ثانوي لهجومها نحو دوني فاكوف على بعد 20 كيلومتر (12 ميل) إلى الشمال الغربي والذي يحمل الاسم الرمزي الخريف-94. أراد جيش جمهورية البوسنة والهرسك حرمان جيش جمهورية صرب البوسنة من طريق إمداد يمر عبر كوبريس من أجل إضعاف دفاع جيش جمهورية صرب البوسنة حول دوني فاكوف.
ليس من الواضح كيف نسق جيش جمهورية البوسنة والهرسك ومجلس الدفاع الكرواتي قبل تقدمهما إلى كوبريس. على الأرجح اتفقت قيادتا القوتين على هجوم متزامن ضد كوبريس دون الكشف عن خطط قتالية فعلية لنظرائهما. مساهمة مجلس الدفاع الكرواتي في الهجوم الذي حمل الاسم الرمزي عملية سينكار تم التخطيط لها بشكل مشترك من قبل مجلس الدفاع الكرواتي والجيش الكرواتي.

## ترتيب المعركة
في البداية أرسل جيش جمهورية البوسنة والهرسك 3130 جنديا إلى محورها الثانوي الاتجاه نحو كوبريس. تم تنظيمهم مع لواء مشاة الجبل 370 على الجانب الأيمن من الجبهة التي يبلغ طولها 14 كيلومتر (8.7 ميل) التي يديرها الفيلق السابع في جيش جمهورية البوسنة والهرسك جنوب غرب بوغوينو ولواء مشاة الجبل 307 على الجانب الأيسر من جيش جمهورية البوسنة والهرسك. في منطقة محور الهجوم الأساسي جمع جيش جمهورية البوسنة والهرسك حوالي 5600 جندي إضافي في مواجهة ما يقدر بنحو 4800 جندي من جيش جمهورية صرب البوسنة حول دوني فاكوف. تم الدفاع عن كوبريس نفسها والهضبة المحيطة بها من قبل ما يقرب من 2700 جندي من جيش جمهورية صرب البوسنة تم تعيينهم في لواء المشاة الميكانيكي السابع التابع لفيلق كرايينا الثاني مدعوما بالمدفعية والمدرعات على مستوى الفيلق. يتألف الجزء الأكبر من قوة مجلس الدفاع الكرواتي من القوات التي ساهمت بها ألوية الحرس الأول والثاني والثالث بدعم من الشرطة الكرواتية البوسنية الخاصة وكتيبة الحرس الستين المحمولة جوا «لودفيج بافلوفيتش». على الرغم من أن كرواتيا رفضت مشاركة الجيش الكرواتي في المعركة إلا أنه يُعتقد أنها حدثت على الأرجح. على وجه التحديد يُعتقد أن لواء الحرس الكرواتي الأول قد شارك في المعركة وتشير التقارير الكرواتية البوسنية المتعلقة بالمعركة إلى أن كتيبة زرينسكي التابعة للواء شاركت في العملية. كان الفيلق السابع في جيش جمهورية البوسنة والهرسك بقيادة العميد محمد ألاغيتش بينما كان فيلق توميسلافغراد من مجلس الدفاع الكرواتي الذي يسيطر رسميا على عملية سينكار بقيادة العقيد يوسيب تشيرني. كان فيلق كرايينا الثاني في جيش جمهورية صرب البوسنة تحت قيادة العقيد راديفوي تومانيتش.

## التسلسل الزمني

### أكتوبر
أطلق جيش جمهورية البوسنة والهرسك المحور الثانوي لعملية خريف 94 القيادة نحو كوبريس في الساعة 2 صباحا يوم 20 أكتوبر بعد ساعات من بدء القوة المهاجمة الأساسية في التحرك ضد دوني فاكوف. مع تعثر الجهد الأساسي لهجوم جيش جمهورية البوسنة والهرسك في نفس اليوم أصبحت كوبريس الهدف الرئيسي. تمت إضافة لواء مشاة الجبل 317 لزيادة قوة جيش جمهورية البوسنة والهرسك الذي حقق تقدما أوليا نحو كوبريس. في اليوم التالي مع تقدم جيش جمهورية البوسنة والهرسك تدريجيا تم أيضا إرسال عناصر من لواء الجبل 305 كتعزيزات إلى القوة المهاجمة. بحلول 23 أكتوبر اقترب جيش جمهورية البوسنة والهرسك من منطقة قريبة بدرجة كافية من كوبريس لتوجيه نيران قذائف الهاون الثقيلة ضد البلدة. في 25 أكتوبر طلب الفيلق السابع من جيش جمهورية البوسنة والهرسك لقاء مع ممثلي مجلس الدفاع الكرواتي لتنسيق المزيد من التقدم في المنطقة ولكن مجلس الدفاع الكرواتي أجل الاجتماع حتى بعد 28 أكتوبر بسبب استبدال ضابط قائد فيلق توميسلافغراد. في 27 أكتوبر تمت إضافة لواء المشاة الخفيف رقم 37 من جيش جمهورية البوسنة والهرسك إلى الهجوم يتقدم ببطء من قمة جبلية إلى أخرى. بالإضافة إلى ذلك انضمت عناصر من لواء مشاة الجبل السابع والعشرين وكتيبة من لواء مشاة الجبل السابع المجند إلى حملة جيش جمهورية البوسنة والهرسك. في 28 نوفمبر رتبت هيئة الأركان العامة لواء حراس تابع لهيئة الأركان العامة للمعركة.
منذ بداية هجوم جيش جمهورية البوسنة والهرسك كان مجلس الدفاع الكرواتي يجمع ثلاثة من ألوية الحراس الأربعة تحت قيادة الجنرال أنتي روسو بالإضافة إلى وحدات دعم أخرى بما في ذلك الكتيبة 60 المحمولة جوا للحرس. في 29 أكتوبر اجتمعت وزارة الدفاع في الجمهورية الكرواتية في البوسنة والهرسك وهيئة الأركان العامة لمجلس الدفاع الكرواتي وقررت إطلاق عملية سينكار للاستيلاء على مدينة كوبريس. وبحسب ما ورد كان الدافع وراء القرار الرغبة في توحيد الأراضي التي يسيطر عليها مجلس الدفاع الكرواتي حول كوبريس والأهمية الاستراتيجية لهضبة كوبريس التي قادت لحقل ليفانيسكو الخاضع لسيطرة مجلس الدفاع الكرواتي. كان من المقرر أصلا أن تتم العملية في 31 أكتوبر في الساعة 4:30 صباحا ولكن تم تأجيلها لمدة 24 ساعة حيث احتاج مجلس الدفاع الكرواتي إلى مزيد من الوقت للاستعداد. أدى تأجيل وصول فرق الاستطلاع إلى تأجيل هجوم مجلس الدفاع الكرواتي حتى الساعة 8 صباحا في 1 نوفمبر 1994.

### نوفمبر
تقدم مجلس الدفاع الكرواتي شمالا على طول محورين رئيسيين للهجوم. تقدم المحور الغربي من شويتشا على طول الطريق الرئيسي نحو كوبريس واستولى على قرية دوني مالوفان في 1 نوفمبر. انتقل المحور الشرقي لهجوم مجلس الدفاع الكرواتي من رافنو باتجاه ريليتش. بمجرد أن بدأ مجلس الدفاع الكرواتي في التحرك شمالا علق جيش جمهورية البوسنة والهرسك تقدمه غربا. تم تقديم تفسيرات مختلفة للتوقف بما في ذلك الضباب والمطر والحاجة إلى تأمين مكاسب إقليمية وارتداء المعدات وإرهاق الأفراد. بغض النظر في ذلك اليوم اتصل رئيس البوسنة والهرسك علي عزت بيغوفيتش هاتفيا بألاجيتش طالبا مستوى كاف من التعاون وتجنب أي صراعات مع مجلس الدفاع الكرواتي. أخيرا أجرى ألاغيتش دعوة عامة إلى مجلس الدفاع الكرواتي للمشاركة في الهجوم ضد جيش جمهورية صرب البوسنة في كوبريس. في نفس اليوم استهدف جيش جمهورية صرب البوسنة بوغوينو باستخدام صاروخين من طراز 9كيه52 لونا-إم.
في 2 نوفمبر استولى مجلس الدفاع الكرواتي على غورني مالوفان وريليتش بينما بدأ السكان المدنيون الصرب في الإخلاء من كوبريس. قام ألاغيتش بزيارة مقر فيلق توميسلافغراد من مجلس الدفاع الكرواتي لمناقشة التعاون لكنه رفض مناقشة الأمر مشيرا إلى عدم كفاية الضباط الموجودين هناك واقترح اجتماعا جديدا في الساعة 11 مساء من ذلك اليوم في مقر اللواء 317 من جيش جمهورية البوسنة والهرسك في غورني فاكوف. قدم رئيس الأركان العامة في مجلس الدفاع الكرواتي اللواء تيهومير بلاشكيتش اعتذارا مكتوبا نيابة عن مجلس الدفاع الكرواتي مدعيا أن ضباط مجلس الدفاع الكرواتي يجب أن يكونوا في مكان آخر في ذلك الوقت. عقد اجتماع جديد على النحو الذي اقترحه ألاغيتش. اختتم الاجتماع في الساعة 3 صباحا باتفاق بين ألاغيتش وتشيرني لسحب بعض قوات جيش جمهورية البوسنة والهرسك على الجانب الأيمن من مجلس الدفاع الكرواتي للسماح لمجلس الدفاع الكرواتي بضرب كوبريس من هذا الاتجاه وتنسيق تقدمهم الإضافي إلى ما بعد كوبريس. على الرغم من إقامة التعاون لم تكن هناك قيادة مشتركة لجيش جمهورية البوسنة والهرسك ومجلس الدفاع الكرواتي.
تم الانتهاء من انسحاب جيش جمهورية البوسنة والهرسك بحلول الساعة 11 صباحا في 3 نوفمبر بينما ضغط الجناح الأيمن لقوة جيش جمهورية البوسنة والهرسك للأمام للاستيلاء على ممر كوبريشكا فراتا على بعد 3 كيلومترات (1.9 ميل) من كوبريس. دخلت الشرطة الكرواتية البوسنية الخاصة وكتيبة الحرس الستين المحمولة جوا كوبريس بعد الظهيرة بوقت قصير وأكمل مجلس الدفاع الكرواتي الاستيلاء على المدينة بحلول الساعة 1:30 ظهرا. شرع مجلس الدفاع الكرواتي في الاستيلاء على هضبة كوبريس بأكملها تقريبا مما جعل فيلق الحرس الوطني الأول والثامن والتسعين والثمانين من مجلس الدفاع الكرواتي لتحتل مواقع دفاعية على الهضبة. لم يكن جيش جمهورية صرب البوسنة قادرا على الهجوم المضاد في الوقت المناسب لأنه لم يكن لديه احتياطي للمهمة.

## فيما بعد
قام جيش جمهورية البوسنة والهرسك بتقصير مواقعه في مواجهة جيش جمهورية صرب البوسنة واستولت على 130 كيلومتر مربع (50 ميل مربع) من الأراضي بينما استولى مجلس الدفاع الكرواتي على ما يقرب من 400 كيلومتر مربع (150 ميل مربع) من المنطقة المحيطة بكوبريس. خسائر معركة جيش جمهورية البوسنة والهرسك بلغت 41 قتيلا في المعركة و 162 جريحا. بحلول 3 نوفمبر قُتل 4 جنود من مجلس الدفاع الكرواتي وجُرح 15 ومات 3 جنود آخرون وجُرح 5 في هجوم مضاد لجيش جمهورية صرب البوسنة بالقرب من زلوسيلا في الساعة 11 صباحا يوم 4 نوفمبر.
كانت معركة كوبريس أول نتيجة ملموسة لتجديد التحالف البوسني الكرواتي في حرب البوسنة والهرسك والتقدم إلى كوبريس كان أول جهد عسكري منسق بين جيش جمهورية البوسنة والهرسك ومجلس الدفاع الكرواتي منذ اتفاقية واشنطن. بعد الانتصار ارتفعت معنويات كل من جيش جمهورية البوسنة والهرسك ومجلس الدفاع الكرواتي. كانت المزايا الأخرى بالنسبة لهم هي استعادة المبادرة من جيش جمهورية صرب البوسنة والسيطرة الكاملة على طريق سبليت - ليفنو - كوبرس - بوغوينو مما سمح بتحسين الخدمات اللوجستية لجيش جمهورية البوسنة والهرسك ومجلس الدفاع الكرواتي في المنطقة فضلا عن حجم أكبر لنقل الأسلحة والذخيرة خاصة بعد أن أنهت الولايات المتحدة من جانب واحد حظر الأسلحة المفروض على البوسنة والهرسك في نوفمبر 1994. سمحت هذه الخطوة في الواقع للجيش الكرواتي بتزويد نفسه مع تدفق شحنات الأسلحة عبر كرواتيا. أخيرا أدت نتيجة معركة كوبريس إلى تأمين الجانب الأيمن من حقل ليفانيسكو والذي أصبح ذا أهمية خاصة في وقت لاحق من ذلك الشهر عندما تم إطلاق عملية الشتاء 94 من قبل الجيش الكرواتي ومجلس الدفاع الكرواتي شمال غرب ليفنو من أجل سحب جزء من القوة التي تحاصر بيهاتش وتمنع الاستيلاء على بيهاتش من قبل جيش جمهورية صرب البوسنة. تعتبر المعركة مساهمة كبيرة في النجاح اللاحق للجيش الكرواتي في حرب الاستقلال الكرواتية وحرب البوسنة والهرسك.